# MOVPE

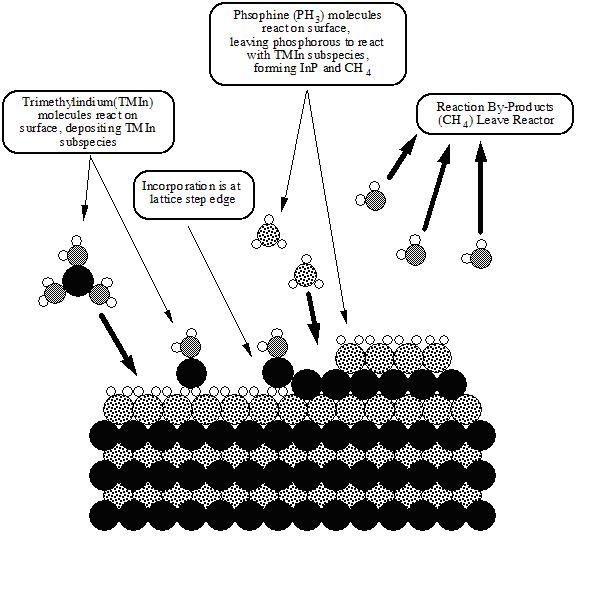
Il·lustració del procés MOVPE

L'epitaxia en fase de vapor metalorgànica (amb acrònim anglès MOVPE), també coneguda com a epitaxia en fase de vapor organometàl·lica (OMVPE) o deposició de vapor químic metalorgànic (MOCVD), és un mètode de deposició de vapor químic utilitzat per produir pel·lícules primes simples o policristalines. És un procés per fer créixer capes cristal·lines per crear complexes estructures multicapa de semiconductors. A diferència de l'epitaxia de feix molecular (MBE), el creixement dels cristalls és per reacció química i no per deposició física. Això no es produeix al buit, sinó des de la fase gasosa a pressions moderades (10 a 760 Torr). Com a tal, aquesta tècnica és preferida per a la formació de dispositius que incorporen aliatges termodinàmicament metaestables, i s'ha convertit en un procés important en la fabricació d'optoelectrònica, com els díodes emissors de llum. Va ser inventat el 1968 al Centre de Ciència de l'Aviació Nord-americana (més tard Rockwell International) per Harold M. Manasevit.

Processos superficials de MOVPE

En MOCVD, els gasos precursors ultrapurs s'injecten en un reactor, generalment amb un gas portador no reactiu. Per a un semiconductor III-V, es podria utilitzar un metall orgànic com a precursor del grup III i un hidrur per al precursor del grup V. Per exemple, el fosfur d'indi es pot cultivar amb precursors de trimetilindi ((CH₃)₃In) i fosfina (PH₃).
A mesura que els precursors s'apropen a l'oblia semiconductora, experimenten piròlisi i la subespècie s'absorbeix a la superfície de l'oblia. La reacció superficial de la subespècie precursora dona lloc a la incorporació d'elements a una nova capa epitaxial de la xarxa cristal·lina semiconductora. En el règim de creixement limitat al transport massiu en què funcionen normalment els reactors MOCVD, el creixement és impulsat per la sobresaturació d'espècies químiques en la fase de vapor. MOCVD pot cultivar pel·lícules que contenen combinacions del grup III i del grup V, del grup II i del grup VI, del grup IV.